# Anchoviella balboae
Anchoviella balboae is een  straalvinnige vissensoort uit de familie van ansjovissen (Engraulidae). De wetenschappelijke naam van de soort is voor het eerst geldig gepubliceerd in 1926 door Jordan & Seale.
De soort staat op de Rode Lijst van de IUCN als Onzeker, beoordelingsjaar 2008.